# Лос-Льянос-де-Арідане
Лос-Льянос-де-Арідане (ісп. Los Llanos de Aridane) — муніципалітет в Іспанії, у складі автономної спільноти Канарські острови, у провінції Санта-Крус-де-Тенерифе, на острові Ла-Пальма. Населення — 20 948 осіб (2010).
Муніципалітет розташований на відстані близько 1840 км на південний захід від Мадрида, 160 км на захід від Санта-Крус-де-Тенерифе.
На території муніципалітету розташовані такі населені пункти: (дані про населення за 2010 рік)
- Лос-Баррос: 2145 осіб
- Лос-Льянос-де-Арідане: 3550 осіб
- Лас-Манчас: 911 осіб
- Пуерто-Наос: 941 особа
- Тахуя: 744 особи
- Тодоке: 1393 особи
- Тріана: 1826 осіб
- Аргуаль: 2678 осіб
- Ла-Лагуна: 1599 осіб
- Монтанья-Теніска: 2567 осіб
- Ретамар: 2594 особи

## Демографія
Динаміка населення (INE ):

## Галерея зображень

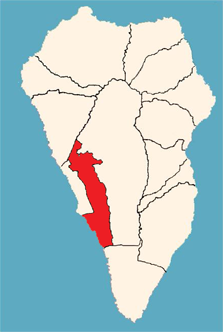
Розташування муніципалітету
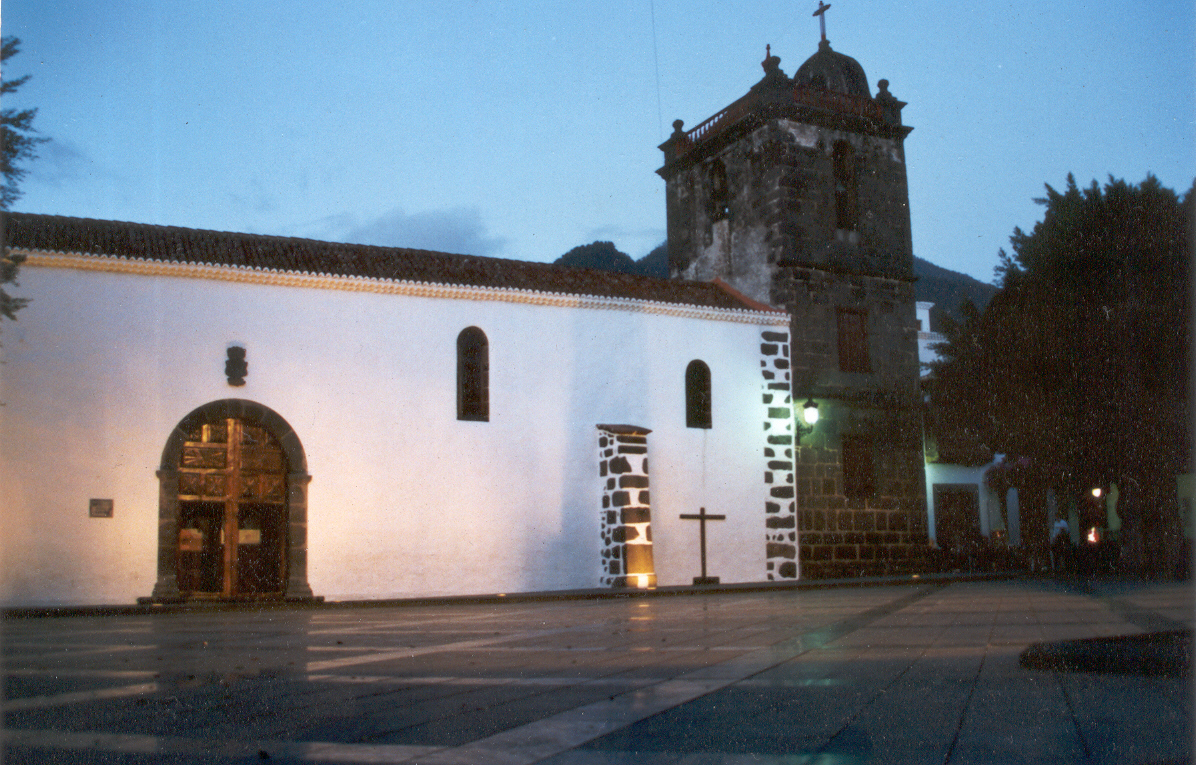
Церква Нуестра-Сеньйора-де-лос-Ремедіос
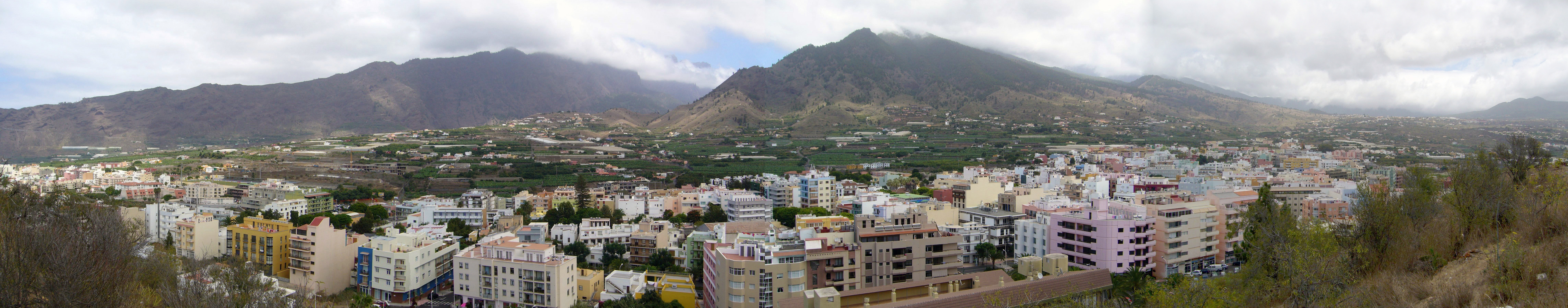
Лос-Льянос-де-Арідане, панорама